# Eisland
Eisland ist ein deutscher Fernsehfilm von Ute Wieland aus dem Jahr 2021 mit Axel Prahl in der Hauptrolle, der im Auftrag für Das Erste produziert wurde.

## Handlung
Der gutherzige Tiefkühlkostlieferant Marko ist seit nun mehr 30 Jahren bei der Firma Eisland angestellt, wo er vor allem ältere Leute mit Tiefkühlprodukten versorgt. Er ist bei seiner Kundschaft sehr beliebt, kennt deren Vorlieben und Geschmack, berät sie bei neuen Produkten und hat immer ein offenes Ohr für ihre Probleme. Seit dem Tod seiner Frau lebt er mit seinem erwachsenen Sohn in einer Wohnung und verbringt seine recht langweilige Freizeit oft mit seinen Kundinnen, die ihn einladen, um nicht immer allein zu sein.
Als Marko krankheitsbedingt in Frührente muss, gerät sein Leben in Schieflage. Zum einen bringt es eine finanzielle Verschlechterung, sodass sein Sohn seinetwegen auf sein Studium verzichten will, um arbeiten gehen zu können, zum anderen fehlt Marko seine Arbeit und der Kontakt zu den Kunden. Eine seiner Stammkundinnen ist die Rentnerin Ingeborg Meuer. Er ist für sie da, hört ihr zu und so bietet sie ihm an, dass sie ihn für kleine Dienstleistungen auch bezahlen will. Zum Geldholen vertraut sie ihm sogar ihre Kreditkarte und die Geheimnummer dazu an. Als Ingeborg Meuer plötzlich stirbt, zögert er, ihren Tod zu melden. Unschlüssig was er nun tun soll, nimmt er ihre Kreditkarte an sich und verstaut die Leiche in der Tiefkühltruhe. Rudolf Staar, dem neugierigen Nachbarn, gibt er vor, Frau Meuer wäre über den Winter zu ihren Freunden nach Florida gereist und er würde sich während ihrer Abwesenheit um das Haus und die Katze kümmern. Um Staar nicht misstrauisch werden zu lassen, geht Marko immer öfter auf dessen eigenwillige Forderungen ein, wie zum Beispiel dem Entfernen eines störenden Apfelbaums. Das Ganze droht aufzufliegen, als unerwartet die Tiefkühltruhe kaputt geht und Marko eiligst eine neue kaufen muss. Bei der Anlieferung hätte einer der Lieferanten beinahe die Leiche entdeckt, die Marko zwischenzeitlich in der Badewanne „eingelagert“ hat. Diese Anlieferung spät abends und der vorher aufgetretene unangenehme Geruch lassen Nachbar Staar misstrauisch werden. In einem subtilen Gespräch lässt er durchblicken, dass er Marko durchschaut hätte. Er fordert ein Schweigegeld. Marko ist unsicher, was er nun tun soll. Zunächst lenkt er sich bei Charlotte Horn, einer anderen Kundin ab, die er seit dem Tod von Ingeborg Meuer häufiger besucht. Auch sie freut sich über die Gesellschaft beim Fernsehen und Kaffeetrinken. Als sie plötzlich einen Zuckerschock erleidet, bekommt Marko große Angst, kann das notwendige Insulin aber rechtzeitig finden und ihr damit das Leben retten.
Kaum hat Marko das Schweigegeld an Staar gezahlt, gehen dessen Forderungen weiter. Marko soll ihm als Nächstes ein Carport aufbauen. Obwohl er seinem kranken Rücken das gar nicht zumuten kann, fügt er sich und unter Anwendung starker Schmerzmittel legt Marko los. Staar ist zufrieden und kündigt sogleich weitere kleine Gartenarbeiten an, die dringend zu erledigen wären. Dabei fällt Marko jedoch von der Leiter und muss ins Krankenhaus. Hier besucht ihn sein Sohn Steffen, der auf der Suche nach seinem Vater die tote Ingeborg Meuer entdeckt hat. Er ist zunächst schockiert und stellt seinen Vater zur Rede. Dieser tröstet ihn damit, dass eigentlich niemand die Frau vermisst und er ihr ja nichts angetan hätte. Steffen meint trotzdem, dass es nicht richtig wäre. Er bräuchte auch nichts von dem, was sein Vater ihm in den letzten Wochen vom Geld der Rentnerin gekauft hätte. Er solle sehen, wie er da wieder raus käme. Ähnliches muss er sich auch von seiner Ärztin anhören, als sie seine Befunde auswertet und feststellt, dass er die letzten Wochen nur unter starken Schmerzmitteln hat bewältigen können. Er solle sich der Realität stellen, reinen Tisch machen und sich fragen, was er vom Leben noch wolle. Zu allem Überfluss erscheint ihm nun auch sein Idol Roland Kaiser in einer Bar, als Marko dort seine Sorgen herunterspült. Nach dieser zufälligen und schicksalhaften Vision beginnt Marko, seinen Lügen ein Ende zu setzen. Kurz nachdem sich Sohn Steffen von ihm verabschiedet hat, weil er in Hamburg eine Ausbildung beginnen will, sucht Marko Rudolf Staar auf. Er übergibt ihm die Kreditkarte samt Geheimnummer und erklärt ihm, dass er nicht länger sein Sklave wäre. Er bringt Frau Meuers Katze zu Charlotte Horn und beginnt aktiv etwas für seine Gesundheit zu tun.

## Hintergrund
Dass ausgerechnet dem Hauptdarsteller Roland Kaiser erscheint, erklärt die Regisseurin Ute Wieland selbst: „Wenn Marko Wendrichs krank, einsam und am Ende ist, ohne Hoffnung auf eine lebenswerte Zukunft, haben wir eine Kraftquelle für ihn gesucht - eine Metapher, ein Erlebnis, eine Begegnung, die sein bisheriges Leben in einem neuen Licht erscheinen lassen würde. Dabei entstand die Idee für die Roland-Kaiser-Szene“. „Roland Kaisers Songtexte und Lieder stünden in Markos Welt für schöne Erinnerungen an vergangenes Glück mit seiner Familie.“ „Wer sonst außer Roland Kaiser, der selbst durch die heftigsten Lebensstürme gegangen ist, könnte Marko in seiner dunkelsten Stunde begegnen?“
Eisland wurde vom 28. August 2019 bis zum 1. Oktober 2019 in Hamburg und Umgebung gedreht. Für den Film zeichnete die Riva Filmproduktion verantwortlich. Filmproduzent Michael Eckelt ist in dem Film in der Nebenrolle eines Eisland-Mitarbeiters zu sehen.
Die Uraufführung des Films erfolgte am 3. Juli 2021 beim Filmfest München. Zudem wurde der Film im September 2021 beim Festival des deutschen Films gezeigt. Die ARD zeigte ihn im Abendprogramm im Ersten am 16. Februar 2022. Diese Erstausstrahlung wurde in Deutschland von 4,13 Millionen Zuschauern gesehen. Er erreichte einen Marktanteil von 13,9 Prozent für Das Erste.

## Kritik
Rainer Tittelbach von Tittelbach.tv meinte: Der Film „ist eine einfache Geschichte ohne dramaturgische Finessen, die sich Maximilian Kaufmann für sein Drehbuchdebüt ausgedacht hat. Gerade deshalb ist diese tragikomische Antihelden-Reise, die keine Genrekonventionen abspult, so erfrischend. Die Lust an der Überraschung wird von einem spielfreudigen, großartig besetzten Ensemble beflügelt. Axel Prahl ist die Idealbesetzung für diesen Mann, der nie gelernt hat, nein zu sagen. Die Geschichte wirkt eher britisch – mit einem Realismus, der dem Sozialen Trockenhumoriges und Skurriles beimengt. Die Kamera zeigt das, was es zu sehen gibt, einfach her: Das ist wunderbar lakonisch.“
Bei Filmrezensionen.de urteilte Oliver Armknecht: „‚Eisland‘ ist ein insgesamt eher leiser Film mit skurrilen Anflügen und einem sympathisch auftretenden Axel Prahl (Kafkas Der Bau), der hier einen warmherzigen Verlierer mit Kühltruhe spielt. Ein bisschen darf man dabei neugierig sein, wie sich die Figur weiterentwickelt, ob sie beispielsweise irgendwann völlig die Hemmungen verliert. Sogar ein Ausflug in den Genrefilm sind dann möglich. Ganz so weit wollte man dann aber doch nicht gehen. Das kann man dann mutlos finden. Dennoch gehört das hier zu den besseren Filmen, welche das deutsche Fernsehen in der letzten Zeit hervorgebracht hat.“
Christian Lukas schrieb bei Quotenmeter.de: Nach einem ganz kurzen „Aufflackern einer schwarz-komödiantischen Geschichte, die in der Handlung steckt,“ wird sie leider nicht „weiter verfolgt“. „Sicher, Markos Handeln mündet nie in einer Tragödie shakespearescher Dramatik. Dennoch gelingt es ‚Eisland‘ nie wirklich, den Gefilden des Dramas zumindest so weit zu entkommen, dass sie einem zweiten Genre, der Komödie, einen warmen Platz unter ihrer Decke bieten könnte. Die Komödie bleibt angedeutet. Entfalten kann sie sich nicht.“ Fazit: „Ein bärenstarker Hauptdarsteller und eine starke Grundprämisse stehen einer Inszenierung gegenüber, die sich nicht traut, das Komödiantische in der tragischen Geschichte freizulassen.“
Bei Prisma.de stellt Wilfried Geldner fest: „‚Nicht schon wieder!‘, denkt man eingangs, in Erinnerung an den abgestürzten Paketboten, den Bjarne Mädel im vergangenen Sommer in Jan Fehses TV-Film ‚Geliefert‘ so eindrücklich spielte. Haben die ARD-Sender (damals BR, jetzt NDR mit Degeto) die Abgründe des modernen Botenschicksals für sich entdeckt? Wie dort, so kann man auch in Ute Wielands ‚Eisland‘ einen Menschen am Abgrund erleben, nicht wissend, wie es weitergehen soll. Dann aber kommt es in diesem Mittwochsfilm doch ganz anders, weil Axel Prahl einen ganz eigenen, mitreißenden Charakter spielt: Richtig Angst muss man um diesen Marko Wendrichs haben, wie er so vor sich hin schnaubt, nach 30 Arbeitsjahren, und kaum noch Stimme hat.“
Jeanette Schäfer wertete für die Frankfurter Allgemeine Zeitung und schrieb: „Auf der Suche nach der Gerechtigkeit hinter der Türschwelle: Axel Prahl spielt in ‚Eisland‘ einen an seiner Arbeitsbelastung leidenden Tiefkühlmann, der sein Schicksal überlisten will.“ „Die Komplexität dieser Tragikomödie ist vergleichsweise überschaubar, der Verlauf früh abzusehen. Das ist nicht weiter schlimm, weil das Debüt des Drehbuchautors Maximilian Kaufmann unter der Regie von Ute Wieland den Blick auf die Charaktere und die Leistung der Schauspieler lenkt.“ „Am Ende geht es dem Rücken von Marko Wendrichs nicht viel besser, Gleiches gilt für seinen Geldbeutel. ‚Eisland‘ kommt ohne Erlösungserzählung aus, es ist ein Film über die Härten eines Arbeitslebens, mit dem die meisten Zuschauer nur dann zu tun haben, wenn der Lieferant im eigenen Türrahmen steht. Und eine groteske Wendung hat ‚Eisland‘ dann auch noch parat.“
Die Kritiker von TV Spielfilm brachten ihr Urteil in einem Satz unter: „Not macht erfinderisch und Gelegenheit — kühlt tief!“ und bewerteten den Film mit dem „Daumen nach oben“.